# Волонтерська премія
Волонтерська премія від ініціативи Євромайдан SOS — це всеукраїнська недержавна нагорода, яка вручається за особливий внесок у розвиток волонтерського руху в Україні «звичайним людям, які роблять надзвичайні речі».

## Загальний опис
Премія була заснована громадською ініціативою Євромайдан SOS в листопаді 2014 року, коли масштабний волонтерський рух в України став визначальною відповіддю на нові виклики, з якими після Революції Гідності зіштовхнулася Україна у боротьбі із російською збройною агресією.
Вручення премії відбувається на урочистій церемонії, що проходить щорічно 30 листопада в місті Києві, у день створення ініціативи Євромайдан SOS як реакції на насильницький розгін мирної студентської демонстрації на Майдані Незалежності. Під час подій Євромайдану волонтери й волонтерки ініціативи працювали в цілодобовому режимі для забезпечення правової та іншої допомоги для переслідуваних учасників протесту по всій Україні. Через руки волонтерів пройшли сотні побитих, заарештованих, підданих катуванням, обвинувачених у сфабрикованих справах, рідних зниклих та загиблих людей. На цей час Євромайдан SOS здійснює документування політичних переслідувань в окупованому Криму та воєнних злочинів на сході України.
30 листопада також можна вважати знаковою датою для переходу Євромайдану на нову фазу. Саме після брутального побиття студентів на Майдані Незалежності вночі 30 листопада 2013 року, десятки, а пізніше сотні і тисячі волонтерів, правозахисників, адвокатів та просто небайдужих людей піднялись на захист цінностей, що придушувались авторитарним  режимом Віктора Януковича.
Тому саме цього дня Євромайдан SOS скликає волонтерів з усієї країни, щоб подякувати тим людям, завдяки яким країна вистояла в найтяжчі часи та завдяки яким сьогодні вирішуються невирішувані проблеми. 

## Процес номінування
Для того, щоб бути номінованим на премію особа має відповідати критеріям висування номінантів.
Критерії висування номінантів:
- щоденна волонтерська робота або вчинок;
- відсутність належності до керівних позицій у будь-якій із політичних сил;
- неоплачуваність діяльності.

Волонтера може номінувати будь-яка людина, яка добре обізнана з його волонтерською діяльністю. Для номінування потрібно заповнити анкету з відомостями про номінанта, отримати згоду від номінанта на використання його даних та відправити заповнену анкету до організаційного комітету Волонтерської премії. Усі історії номінантів, що сформовані на основі анкет, публікуються для громадськості на сторінці громадської ініціативи Євромайдану SOS [Архівовано 11 березня 2014 у Wayback Machine.] у соціальній мережі Фейсбук. Лауреатів премії обирає журі.

## Члени журі премії різних років

### Склад журі Волонтерської премії 2021 року
1. Ігор Козловський -  український вчений, релігієзнавець, кандидат історичних наук, письменник, громадський діяч;
2. Тарас Тополя — український музикант, автор пісень, лідер і вокаліст  популярного музичного гурту Antytila / Антитіла, волонтер, засновник благодійного фонду Вільні UA;
3. Олеся Ващук — український криміналіст, Доктор юридичних наук, доцент кафедри криміналістики і директор Центру організації освітньої підготовки та інформаційно-аналітичної роботи Національного університету «Одеська юридична академія»;
4. Євгенія Смірнова — засновниця громадської організації Small Heart with Art та мережі Шкіл Супергероїв;
5. Марія Фрей — генеральна продюсерка регіонального суспільного мовлення України;
6. Станіслав Андрійчук — керівник Національної скаутської організації України «Пласт».

### Склад журі Волонтерської премії 2020 року
1. Лариса Денисенко — правозахисниця, адвокатка, письменниця, теле- та радіоведуча ;
2. Борис Херсонський — клінічний психолог і психіатр, поет, перекладач;
3. Андріана Арехта — очільниця Жіночого ветеранського руху;
4. Наріман Мемедемінов — громадянський журналіст та колишній заручник Кремля;
5. Наталія Ворожбит — драматургиня, режисерка та сценаристка

### Склад журі Волонтерської премії 2019 року
1. Андрій Курков — український письменник, сценарист, президент Українського ПЕН.
2. Ярослав Грицак — український науковець, історик і публіцист. Доктор історичних наук, професор Українського Католицького Університету. Директор Інституту історичних досліджень Львівського національного університету ім. І.Франка, член наглядової ради журналу Harvard Ukrainian Studies.
3. Римма Зюбіна — українська актриса, телеведуча, громадська активістка. Визнана «Найкращою актрисою 2016—2019» рейтингом «Знято в Україні».
4. Ірина Довгань — українська волонтерка та мешканка міста Ясинувата, що зазнала тортур з боку ДНР за свою проукраїнську позицію. У березні 2016 року отримала недержавну відзнаку Народний герой України.
5. Олександр Фоззі Сидоренко — український співак у стилі хіп-хоп, вокаліст гурту Танок на Майдані Конґо. Журналіст і письменник.
6. Марія Фронощук — співзасновниця та директорка незалежного інтернет-журналу про інновації та культуру Платформа.

### Склад журі Волонтерської премії 2018 року
1. Ігор Гордійчук — український військовослужбовець, генерал-майор Збройних сил України, офіцер Головного командного центру Генерального штабу України, начальник Київського військового ліцею імені Івана Богуна, Герой України;
2. Ахтем Сеїтаблаєв — український актор театру та кіно, режисер історичної драми «Хайтарма», фільму, що розповідає про сталінську депортацію кримських татар, вчинену у травні 1944 року, ведучий військово-патріотичного проекту «Хоробрі серця»;
3. Євгенія Аратовська — еко-активістка і керівниця екологічного проекту «Україна без сміття»;
4. Ігор Козловський — вчений, релігієзначець, історик, який перебував у полоні бойовиків «ДНР»;
5. Анастасія Розлуцька — засновниця волонтерського проекту «Безкоштовні курси української мови», координаторка проекту «Є-Data»;
6. Тарас Тополя — співак та фронтмен гурту «Антитіла», волонтер;
7. Ярослава Федорів — громадська діячка, журналістка, блогерка, співзасновниця піар-агенції Gres Todorchuk PR.

### Склад журі Волонтерської премії 2017 року
1. Мирослав Маринович — український правозахисник, публіцист, релігієзнавець, член-засновник Української Гельсінської групи, організатор амністерського руху в Україні, віце-ректор Українського Католицького Університету у Львові;
2. Тарас Тополя — український музикант, автор пісень, лідер і вокаліст популярного музичного гурту Antytila / Антитіла, волонтер;
3. Леся Литвинова — режисерка, волонтерка, співзасновниця центру допомоги вимушеним переселенцям у Києві на вул. Фролівській 9/11;
4. Анжеліка Рудницька — українська співачка, телеведуча, художниця, науковиця, громадська діячка, волонтерка, президент мистецької агенції «Територія А», президент Фонду відродження культурного середовища Києва;
5. Ірина Ковбаса — волонтерка Євромайдану SOS;
6. Ірина Гук — волонтерка Народного Тилу з літа 2014 року, що займається тактичною медициною, головний напрям роботи — комплектація рюкзаків медика за стандартами найкращих армій світу, допомога екіпажам реанімобілей.

### Склад журі Волонтерської премії 2016 року
1. Соломія Вітвіцька — ведуча ТСН на телеканалі 1+1, кураторка проекту «Переможці», що присвячений історіям українських бійців та волонтерів, які у війні на сході втратили кінцівки, але не втратили силу духу;
2. Ярослав Жилкін  — координатор гуманітарної місії «Чорний тюльпан», функції якої полягають в пошуку та евакуації тіл та фрагментів тіл українських військовослужбовців ЗСУ, представників інших військових формувань та правоохоронних органів з території АТО, в тому числі і з неконтрольованих ЗСУ територій, переможець Волонтерської премії Євромайдану SOS 2015;
3. Євгенія Закревська — адвокатеса родин Небесної Сотні, що слідкують за розслідуванням злочинів, скоєних на Майдані, переможниця Волонтерської премії Євромайдану SOS 2015;
4. Олександра Матвійчук — правозахисниця, координаторка громадської ініціативи Євромайдан SOS, голова організації «Центр громадянських свобод»;
5. Олександра Кольцова — музикантка та громадська діячка, журналістка, композиторка, ініціаторка екологічної програми зі скорочення споживання пластику, керівниця благодійного фонду «Фундація Дарини Жолдак», що займається популяризацією читання;
6. Сергій Жадан — письменник, лауреат численних літературних премій, засновник благодійного фонду для підтримки гуманітарних проектів на сході України, волонтер, що постійно їздить в «сіру» зону, привозить продукти, книги та допомагає відновлювати прифронтові школи та дитячі садочки;
7. Марія Берлінська — фахівчиня з аеророзвідки, керівниця Центру підтримки аеророзвідки, що забезпечує Збройні Сили України безпілотними апаратами, переможниця Волонтерської премії Євромайдану SOS 2015.

### Склад журі Волонтерської премії 2015 року
1. Богдан Гаврилишин — відомий економіст, громадський діяч, меценат, президент Фонду Богдана Гаврилишина, що сприяє вихованню нової еліти України, Член Пласту — Національної скаутської організації України від 1940 р.
2. Олександр Лінчевський — кандидат медичних наук, хірург-доброволець на сході України, заступник начальника штабу 1-го Добровольчого мобільного шпиталю в зоні бойових дій, разом із лікарями «Захист патріотів» провів тренінги з тактичної медицини для 19 тисяч бійців;
3. Ахтем Сеїтаблаєв — український актор театру та кіно, режисер історичної драми «Хайтарма», фільму, що розповідає про сталінську депортацію кримських татар, вчинену у травні 1944 року, ведучий військово-патріотичного проекту «Хоробрі серця»
4. Ірма Вітовська — актриса театру і кіно, учасниця соціально-громадських програмам «Діти вулиці», та «StopБіль», ініціаторка та виконавиця головної ролі у арт-проекті «Оскар і Рожева Пані», створеному для збору коштів на потреби невиліковно хворих дітей, волонтерка, що допомагає військовим на сході;
5. Олена Гончарова — голова волонтерської організації «Станція Харків», отримала престижну нагороду організації «Refugees International» у Вашингтоні, переможниця Волонтерської премії Євромайдану SOS 2014;
6. Тарас Ковалик — боєць-доброволець батальйону «Айдар», після отримання серйозної травми на фронті закінчив курс тренінгів від проекту Wounded Warrior Ukraine та став співтренером з роботи із шоком та подоланням бойової травми ветеран АТО;
7. Олександра Матвійчук — правозахисниця, координаторка громадської ініціативи Євромайдан SOS, голова організації «Центр громадянських свобод».

### Склад журі Волонтерської премії 2014 року
1. Любомир Гузар — єпископ Української греко-католицької церкви, кардинал Католицької церкви, один із моральних авторитетів українців у 1990—2010-х роках, член ініціативної групи «Першого грудня»;
2. Євген Сверстюк — український письменник, мислитель, філософ, гоголезнавець, шевченкознавець, громадський діяч, політв'язень радянського режиму, один з учасників ініціативної групи «Першого грудня»;
3. Севгіль Мусаєва-Боровик — українська журналістка, головна редакторка інтернет-видання «Українська правда», співзасновниця громадської ініціативи «Крим SOS»;
4. Олександра Матвійчук — правозахисниця, координаторка громадської ініціативи Євромайдан SOS, голова організації «Центр громадянських свобод»;
5. Йосиф Зісельс — український громадський діяч і дисидент, співголова Асоціації єврейських організацій і общин України, виконавчий віце-президент Конгресу національних громад України.

## Лауреати Волонтерської премії різних років

#### 2021 рік
- Валентина Леонідівна Олефіренко, позивний «Мем» — 72-річна професор з Києва, читає лекції по всьому світі, меценат, одна з перших нагороджена Орденом «Народний Герой України». З початком війни почала підтримувати добровольців: придбала перший реанімобіль «Госпітальєрам», а згодом передала бійцям 3 позашляховики, тепловізори, біноклі, прилади нічного бачення. Вона влаштовує дітей бійців в табори, допомагає з лікуванням та реабілітацією. «Мем» вела збір та передачу інформації з окупованих територій та брала участь в обміні полоненими, давши шанс на життя багатьом бійцям.
- Кирило Долімбаєв — волонтер, який зміг реалізувати у прифронтовому Маріуполі низку культурних проєктів на базі Храму Святого Петра Могили та Собору Успіння Пресвятої Богородиці. Кирило написав пост у Facebook із закликом зібрати кошти на цей проєкт. Понад 350 меценатів зібрали близько 10 тисяч доларів менш ніж за 3 місяці. Восени при храмі розпочали створювати освітній простір, де в результаті запрацювала Безкоштовна Школа бандури та українського живопису імені Василя Сліпака. Крім того, в освітньому просторі є курси італійської та англійської мов для підлітків, планується додати курси української та німецької мов. Крім мов у культурному центрі при храмі вже можна навчитись технікам української вишивки, писанкарству, іконопису та українського піснеспіву.
- Наталія Івашура — волонтерка, засновниця Благодійного фонду допомоги дітям з аутизмом  та розладами мовлення «Квіти життя». Крім того, за ініціативи Наталі було відкрито єдину у Харкові приватну школу для дітей з аутизмом «Спектр». У 2019 р. Наталя відкрила ГО «Особлива майстерня — мистецтво для аутизму», головною статутною метою якої є оволодіння дітьми та підлітками з аутизмом необхідними допрофесійними та професійними навичками, допомога у виборі майбутньої професії та реалізації особистісного, кар'єрного та духовного потенціалу.
- Муміне Салієва — дружина політв'язня Сейрана Салієва, якого в окупованому Криму засудили за сфабрикованою справою до 16 років ув'язнення, самотужки виховує четверо дітей. Вона п'ять років тому створила та координує ініціативу «Кримське дитинство», що взяло під опіку усіх дітей політв'язнів в Криму. Наразі ініціатива опікується більше, ніж 200 дітьми. Більше сотні із них пережили травму брутального арешту, який відбувся у них на очах. Сама Муміне проводить індивідуальні заняття із дітьми, які потребують психологічної допомоги, шукає кошти на медичне лікування, допомагає із соціалізацією підлітків, організовує спільні мистецькі заходи, екскурсії, відпочинкові табори тощо.
- Олена Денисюк — ініціаторка створення громадської організації «Я Вас Чую», що опікується дітьми з вадами слуху та супутніми діагнозами, а також підтримує батьків. Фахівці організації вчать дітей чути, розмовляти, комунікувати один з одним. Також одним з направлень ГО є безкоштовне навчання спеціалістів з реабілітації дітей із технічними засобами слуху головними педагогами, професорами країни.
- Анастасія Звягінцева — лідерка громадської організації РУХ «ЧИСТІ СЕРЦЯ» та волонтерського руху у допомозі вразливим верствам населення. Об'єднання відстоює соціальні послуги, надає правову допомогу людям, які живуть на вулиці, сиротам, жінкам з місць позбавлення волі, людям похилого віку, ромам, людям з соціальними хворобами, людям з інвалідністю, ВПО та багатодітним матерям. Жінка займається кризовою допомогою колишнім вихованцям інтернатів, жінкам з місць позбавлення волі. За 3 роки вона повернула до соціуму понад 600 людей без постійного житла та надає їм змогу безкоштовно лікуватися, веде постійну боротьбу з органами влади за право рівного ставлення та надання послуг усім громадянам.
- Ярослав Пілунський — відомий український кінооператор, ініціатор та керівник проєкту «Жовтий Автобус», що стартував у березні 2016 року. Мета проєкту — творча освіта та створення практичних умов для інтелектуального і творчого розвитку дітей, насамперед — дітей, яких торкнулась війна — жителів прифронтових міст, переселенців з тимчасово окупованих територій, дітей ветеранів і волонтерів. «Жовтий Автобус» — це всеукраїнська система онлайн-навчання з творчих дисциплін, мобільні майстер-класи, творчі конкурси для участі у проєктах, що реалізуються дітьми спільно з дорослими митцями, створення навчальних програм розвитку творчих здібностей і допомога дітям у створенні творчого продукту та його просуванні до масової аудиторії, робота дитячих творчих центрів, організація дитячих виставок, кінопоказів, фестивалів.

2020 рік
- Катерина Ножевнікова — співзасновниця і директорка благодійного фонду, який об'єднує десятки волонтерів з Одеси та Одеської області. Вони надають медичну, соціальну і гуманітарну допомогу дітям і переселенцям, а також людям похилого віку. А у 2020 році «Корпорація монстрів» взяла на себе забезпечення медиків, закупівлю обладнання, ремонти лікарень і допомогу тим людям, кого відмовляються госпіталізувати.
- Сергій Брушніцький з 2013 року на волонтерських засадах розпочав роботу з людьми з вадами опорно-рухового апарату, залучаючи їх до занять фізичною культурою та спортом, а також навчав дітей бойовому мистецтву тхеквондо. Розпочиналося все як фізична реабілітація людей з інвалідністю, проте завдяки самовідданій праці тренера та наполегливим тренуванням його вихованців все переросло в професійні заняття спортом. Крім того, за його ініціативи було проведено перші відкриті міжнародні турніри та чемпіонати України у Вінницькій області з паратхеквондо. Сергій підготував п'ять Чемпіонів Світу та багато призерів міжнародних заходів різних рівнів.
- Ірина Ващук-Дісіпіо — мешкає у США, а з початком Революції Гідності та війни на Сході України допомагає пораненим українським військовим. У 2014 році жінка приєдналася до Української федерації в Америці, а у 2015 році — заснувала там благодійний фонд. Він надає українським захисникам медичну допомогу та реабілітаційні послуги у США та в Україні. Тільки за 2020 рік Ірина з Revived Soldiers Ukraine привезли і пролікували в США 9 важкопоранених військових України. Прореабілітували в Україні в реабілітаційному центрі 45 важкопоранених і травмованих військових України з нейротравмами, проплатили за лікування військових в США, Європі та Україні у 2020 році трошки більше $300,000, які і зібрали цього ж року, проводячи благодійні концерт в США.
- Юрій Вдовцов — почав волонтерити з 2008 року А у 2012 році заснував волонтерську групу «AngelS» — союз однодумців, об'єднаних бажанням підтримати дітей-сиріт та дітей, які опинилися у важкій життєвій ситуації. Група на регулярній основі підтримує понад п'ятнадцять дитячих будинків та інтернатів. Волонтери проводять цікаві заняття, орієнтовані на розвиток різних здібностей і побутових навичок, які стануть в пригоді дітям при перших кроках у дорослому житті. Вони підтримують вихованців і після випуску з дитячих установ, допомагають випускникам краще адаптуватися до нових життєвих умов.
- Юлія Александрова — волонтерка, психологиня, координаторка напрямку роботи з батьками Асоціації батьків передчасно народжених дітей «Ранні пташки», забезпечує безперервну підтримку родин, які виховують передчасно народжених дітей або втратили таку дитину. Вона має 3 дітей, але ще одне янголятко не вижило через передчасні пологи. Жінка трансформувала свій біль, щоб такі матері як вона не були наодинці зі своїм горем. Юлія знає кожну історію, пам'ятає діагнози дітей, потреби родин, намагається розв'язувати проблеми наявними ресурсами асоціації. Волонтерка приїжджає, за потреби, навіть, на похорон, аби допомогти батькам не бути самим, супроводжує їх під час терапій тощо. Для забезпечення професійної підтримки Юлія залучила до співпраці спеціалістів-психологів з Академії Погодіна. Так, з 15 жовтня 2019 по березень 2020 року батьки, які втратили передчасно народжених дітей, мали змогу пройти безкоштовні терапевтичні зустрічі зі спеціалістами.

2019 рік
- Катерина Приймак - була парамедиком у добровольчому медбатальйоні «Госпітальєри», пробула на війні 11 місяців. Евакуйовувала з передової поранених до лікарень та карет «швидкої допомоги». Працювала у найгарячіших точках війни на сході — район Донецького аеропорту, шахта «Бутівка», Піски. Зараз разом із посестрами створює Жіночий ветеранський рух в Україні.
- Віталій Андрієць — коли почалася війна на сході України, Віталій Андрієць із родиною переїхали з Луганська до Черкас. У 2017 Віталій заснував майстерню «Мудрий Тесля» для хлопців 7-12 років, які ростуть без батька. У майстерні Віталій разом із друзями безкоштовно навчають хлопчиків теслярства та роботи з електроінструментами. Спочатку сюди запрошували лише хлопців, що ростуть без батька, але згодом відкрили двері для всіх охочих. Виготовляють переважно практичні речі — драбини, стільці, годівнички тощо.

2018 рік
- Ірина Довгань — протягом багатьох років вона підтримує родини полонених військових та цивільних, які незаконно утримуються в неволі на Донбасі. Крім того, Ірина допомагає правозахисникам у зборі та представленні свідчень викрадень та катувань людей, адвокатуванні змін до законодавства, яке досі не передбачає покарання за злочини проти людяності. Їі виступи у Європейському парламенті та Міжнародному кримінальному суді мали більший вплив, ніж десятки моніторингових звітів ОБСЄ;
- Петро Дудник — організатор центру для переселенців, через який пройшло 216 осіб, 47 з яких живуть там і зараз; урятував понад 4 тисячі осіб, а 16 тисяч жителів окупованих територій Донеччини завдяки йому були вивезені на мирну територію;
- Ірина Тремп (псевдонім) — волонтерка з Криму; продовжує жити там після окупації. Відмовилася від російського паспорту, з цієї причини в неї неодноразово виникали труднощі з працевлаштуванням. Ірина допомагає політв'язням, що утримуються у Сімферопольському СІЗО, сама збирає гроші на продуктові передачі. Саме Ірина домоглася забезпечення медичної допомоги Євгену Панову у СІЗО, і постійно підтримує Володимира Балуха, надсилає передачі та листи, збирає та передає допомогу родинам кримсько-татарських політв'язнів.

Особливі відзнаки:
- Пол Хатчінсон — власним коштом розбудував дитячий будинок у Міжгір'ї «Малятко», опікувався притулком для тварин «Sos-animals», допомагав постраждалим від російських обстрілів мешканцям Авдіївки, служив водієм швидкої допомоги та вивозив поранених військових;
- «Батальйон сітка» — плетуть маскувальні сітки;
- «Бойові швачки» — пошив спідньої білизни.

##### 2017 рік
- Марлен Асанов — кримський татарин, що опікується сім'ями кримських політв'язнів, у яких без годувальників залишилося близько 100 дітей, підтримує сім'ї кримських татар, в яких когось викрали, вбили чи переслідують в Криму, окупованому Росією. Вранці 11 жовтня 2017 року в дім Марлена Асанова увірвалися силовики так званого ФСБ Криму (читай — держави-окупанта Росії) і взяли його під арешт;
- Олена Єгорова — беззмінна та постійна волонтерка Опікового центру при КМКЛ N2, заснувала там волонтерський аптечний склад, координує надання допомоги від простих громадян, особисто опікувалась хворими у палатах лікарні;
- Олексій Доля — вчений-етнограф, заслужений працівник культури, волонтер, який найбільше своїх сил і днів віддає на психологічну і медичну реабілітацію бійців, Помер 4 грудня 2017 через наявність пухлини.

##### 2016 рік
- Антон Дубішин — волонтер, який у зв'язку з невиліковним спадковим захворюванням втратив можливість рухати багатьма м'язами тіла, проте, не зважаючи на це постійно допомагає військовим. Антон організовував творчий колектив, з яким раніше давав концерти у школах, а впродовж останніх трьох років — переважно у шпиталях, де одужують учасники війни на Донбасі, їздить з матеріальною допомогою в дитячі будинки, організовує зустрічі з школярами на яких розповідає про життя людей з фізичними особливостями.
- Людмила Глондар — волонтерка, брат якої з лютого 2015 року перебуває у полоні на сході, з цього часу вона бореться за звільнення українських військовополонених, виступає неформальним мотором для родин бійців у полоні, які вимагають від АП, СБУ звітування за зусилля, вкладені у звільнення їх рідних: організовує прес-конференції та мітинги.
- Ірина Гук — волонтерка організації Народний тил, що трудиться для забезпечення українських вояків індивідуальними аптечками за стандартами найкращих армій світу та опікується координацією адресної допомоги дітям загиблих бійців.
- Приз глядацьких симпатій отримав 80-річний волонтер — Аскольд Георгійович Наумець, що, незважаючи на вік, має активну громадянську позицію та вже третій рік безперервно надає допомогу.

##### 2015 рік
- Олександр Чалапчій — волонтер, який до війни працював викладачем профтехучилища, а потім пішов на фронт за своїми учнями, де втратив обидві ноги. Не маючи колінних суглобів, навчився пересуватися на механічних протезах, і присвятив увесь свій час допомозі армії та пораненим бійцям АТО.
- Ярослав Жилкін — координатор місії «Чорний тюльпан», яка взяла собі за мету відшукати тіла загиблих українських воїнів на сході країни та повернути їх додому. За рік роботи «Чорному тюльпану» вдалося розшукати і ексгумувати 627 тіл бійців.
- Марія Берлінська — доброволиця батальйону «Айдар», брала участь у бойових діях, де відповідала за аеророзвідку. Після повернення заснувала Центр підтримки аеророзвідки, в якому бійці можуть проходити безкоштовне навчання. Центр випустив уже 9 груп фахівців для українського фронту.
- Євгенія Закревська — адвокатеса родин Небесної сотні, яка прискіпливо слідкує за розслідуванням вбивств на Майдані 18-20 лютого, захищає права осіб, що потерпіли внаслідок анексії Криму та російської збройної агресії на сході України.

##### 2014 рік
1) номінація «Людина світла»:
Віктор Гурняк — фотокореспондент, волонтер, доброволець. Загинув, коли вивозив поранених побратимів 19 жовтня 2014 року під Щастям.
Валерій Постоловський — психолог, волонтер Психологічної служби Майдану. Згорів на роботі, самовіддано допомагаючи людям, від інфаркту 14 травня 2014 року.
2) номінація «Вибір FB-спільноти Євромайдан SOS»:
Олена Куртяк — ініціаторка створення групи «Молитовний Майдан», координаторка групи «Дрогобич SOS — допомога армії».
3) номінація «За гідний вчинок»:
Андрій Козинчук — працював над відродженням військової психології в зоні АТО. Самостійно виїздив до зони АТО для надання психологічних консультацій військовим. Був призваний як психолог в один із батальйонів.
Соломія Бобровська — волонтерка, яка в дні масових розстрілів 18-20 лютого збирала інформацію в моргах для ідентифікації загиблих людей, засновниця волонтерської ініціативи «Допомога прикордонникам».
4) номінація «За мужність»:
Андрій Захаров — засновник волонтерської організації «Захар» для адресної доставки посилок бійцям на передову.
Ксенія Бикова — два рази на тиждень протягом тривалого часу виїздила з допомогою військовим у місця, де точаться бої (зокрема, коли тривали бої за Донецький аеропорт).
5) номінація «За суспільне служіння»:
Ірина Солошенко — медик-волонтерка Майдану, тривалий час працювала (а фактично «жила») у Центральному військовому госпіталі в Києві.
Ірина Тимофєєва, волонтерка Жіночої сотні самооборони Чернігова, невтомно опікувалась пораненими бійцями та координує наданням їм допомоги.
6) номінація «За людяність»:
Олена Гончарова — одна із засновників групи «Станція Харків», яка щоденно опікувалась сотнями людей із зони АТО.
Леся Літвінова, режисерка, яка, будучи вагітною, допомагала пораненим на Майдані, а згодом створила гуманітарний центр на Фролівський для допомоги переселенцям.
7) номінація «За збереження правди»:
Ганна Мокроусова, - одна із координаторів Восток-СОС, вела перелік цивільних заручників на території Донбасу, допомагала звільненим, підтримула родичів.
8) номінація «Людина дії»:
Ірина Коваль — член громадської ініціативи Центр зайнятості Вільних людей, яка допомагає соціальній реабілітації та працевлаштуванню учасників Майдану та вимушених переселенців.
Олена Франківська-Подобєд — одна із організаторів Громадського сектору Євромайдану.
9) номінація «Допомога без кордонів»:
Люба Шипович (США) — організаторка групи «РАЗОМ», яка системно працювала для збору коштів, практичної допомоги та поширення правдивої інформації щодо ситуації в Україні.
10) номінація «Будуємо мости, а не стіни»:
Маргарита Жуйкова — одна із організаторів безкоштовних курсів української мови для переселенців з Криму, організовувала передачу допомоги від українців та кримських татар до Криму.

## Про Волонтерську премію
Добрі слова для усіх без винятку волонтерів в Україні переказав Любомир Гузар:
«Шановні і дорогі волонтери, мій сердечний привіт вам, але ще важливіше — признання і вдячність, не тільки від мене, але від дуже багатьох людей за те, що ви робите. Дехто з вас одержить відзначення за вашу діяльність як приклад та заохоту для багатьох інших, але думаю і я певний, що усі ви без винятку одержите сторицею нагороду від нашого Отця на небі, який краще як ми всі бачить що ви робите, бачить доброту і чистоту вашого серця і вашу щиру любов ближніх».[джерело?]
"Ми живемо у непростий час, тому сьогодні говоримо про магію, яка створена руками звичайних людей. Про диво їх роботи. Про потужний імпульс, який підхоплюють інші. Про волонтерів, які взяли собі за непросте завдання змінити наше суспільство на краще. Про тисячі людей по всій країні та поза її межами, які працюють не заради вдячності. Але кожен із них може впевнено повторити слова одного із переможців «Хоча я сам нічого не можу змінити, але без мене точно нічого не зміниться». — стверджує координатор Євромайдану SOS Олександра Матвійчук[джерело?].

## Додаткові посилання
- Волонтерська премія [Архівовано 25 лютого 2019 у Wayback Machine.] у соціальній мережі «Facebook»
- Номінанти Волонтерської премії Євромайдан SOS 2016 року у соціальній мережі «Facebook»
- Номінанти Волонтерської премії Євромайдан SOS 2015 року у соціальній мережі «Facebook»
- Світлини з церемонії нагородження Волонтерської премії 2016 у соціальній мережі «Facebook»
- Світлини з церемонії нагородження Волонтерської премії 2015 у соціальній мережі Facebook